# Nhóm ngôn ngữ Ấn-Arya Bắc

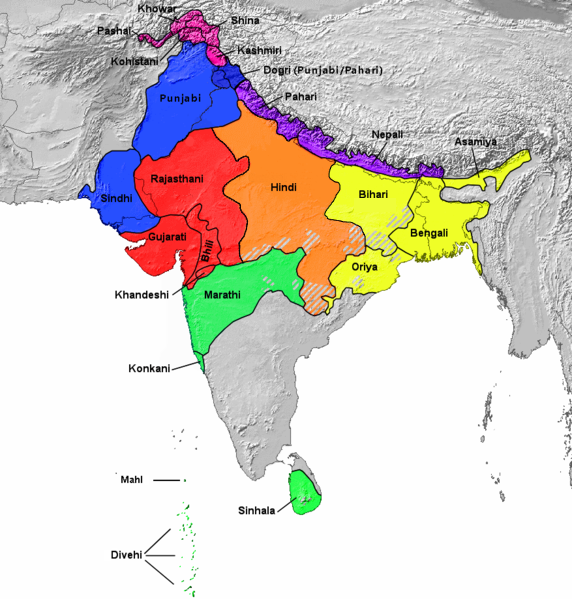
Ngôn ngữ Ấn-Arya chính của Nam Á; Nhóm ngôn ngữ Ấn-Arya Bắc có màu tím

Nhóm ngôn ngữ Ấn-Arya Bắc, còn được gọi là nhóm ngôn ngữ Pahar, là một nhóm các ngôn ngữ Ấn-Arya nói trong phạm vi hạ Himalaya, từ Nepal ở phía đông, qua bang Uttarakhand và Himachal Pradesh, Ấn Độ và đạt đến phía tây đến vùng Jammu, Jammu và Kashmir. Tên gọi Pahar (không nên nhầm lẫn với tiếng Pahar) là thuật ngữ của G.A. Grierson.

## Phân loại
Nhóm ngôn ngữ Pahar rơi vào ba nhóm. 
Pahar Đông
- Tiếng Jumli được nói bởi khoảng 40.000 người trong khu vực Karnali của Nepal.
- Tiếng Nepal được nói bởi khoảng 11.100.000 người ở Nepal, 265.000 người ở Bhutan và 2.500.000 người ở Ấn Độ. Đây là một ngôn ngữ chính thức ở Nepal và Ấn Độ.

Pahar Trung
- Tiếng Kumaon được nói bởi khoảng 2.360.000 người ở Uttarakhand.
- Tiếng Garhwal được nói bởi khoảng 2.900.000 người ở Uttarakhand. Hầu hết trong số này là người Garhwal từ mạn tây bắc của bang.
- Tiếng Dotyali được ước tính bởi khoảng 1 triệu người ở vùng viễn tây Nepal, mặc dù đây là ngôn ngữ lai, nó được công nhận là một phương ngữ của tiếng Nepal, nhưng cũng gần với tiếng Kumaon và tiếng Garhwal.

Pahar Tây
- Có chừng một tá ngôn ngữ Pahar Tây, trong đó tiếng Dogri và tiếng Kangri là những ngôn ngữ được biết đến nhiều nhất.

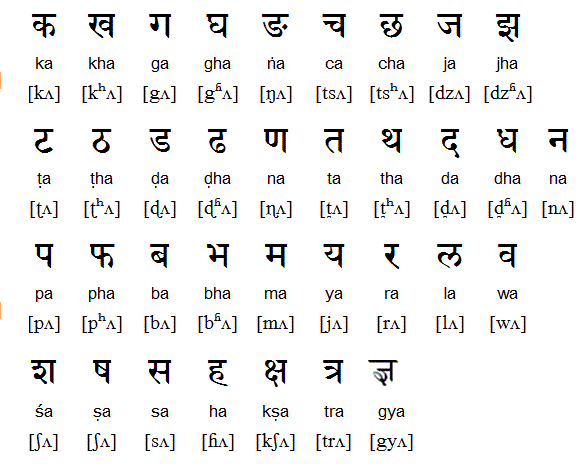
Bảng chữ cái tiếng Nepal, phiên âm và phát âm

## Về ngôn ngữ
Hy Mã Lạp Sơn chạy dọc Nepal, Ấn Độ và Pakistan. Từ 'Pahar' có nghĩa là 'núi' trong hầu hết các ngôn ngữ như tiếng Nepal, tiếng Hindi (Parbat là từ đồng nghĩa) cũng như tiếng Urdu (Koh là từ đồng nghĩa). Do mức độ phổ biến của nó ở Vùng Hy Mã Lạp Sơn, nhóm ngôn ngữ này còn được gọi là Hy Mã Lạp Sơn. Vì các ngọn núi có xu hướng cô lập các cộng đồng khỏi sự thay đổi, nên các phương ngữ ở vùng núi có xu hướng có những đặc điểm riêng với một số phương ngữ núi khác trong khi vẫn bị cô lập với nhau - dường như có một cụm phương ngữ. Tất cả các phương ngữ này thường được gọi là nhóm ngôn ngữ 'Pahar', và hầu hết mọi người từ dãy Hy Mã Lạp Sơn được gọi là người Pahar.